# Äußere Einfahrt 6 (Nördlingen)

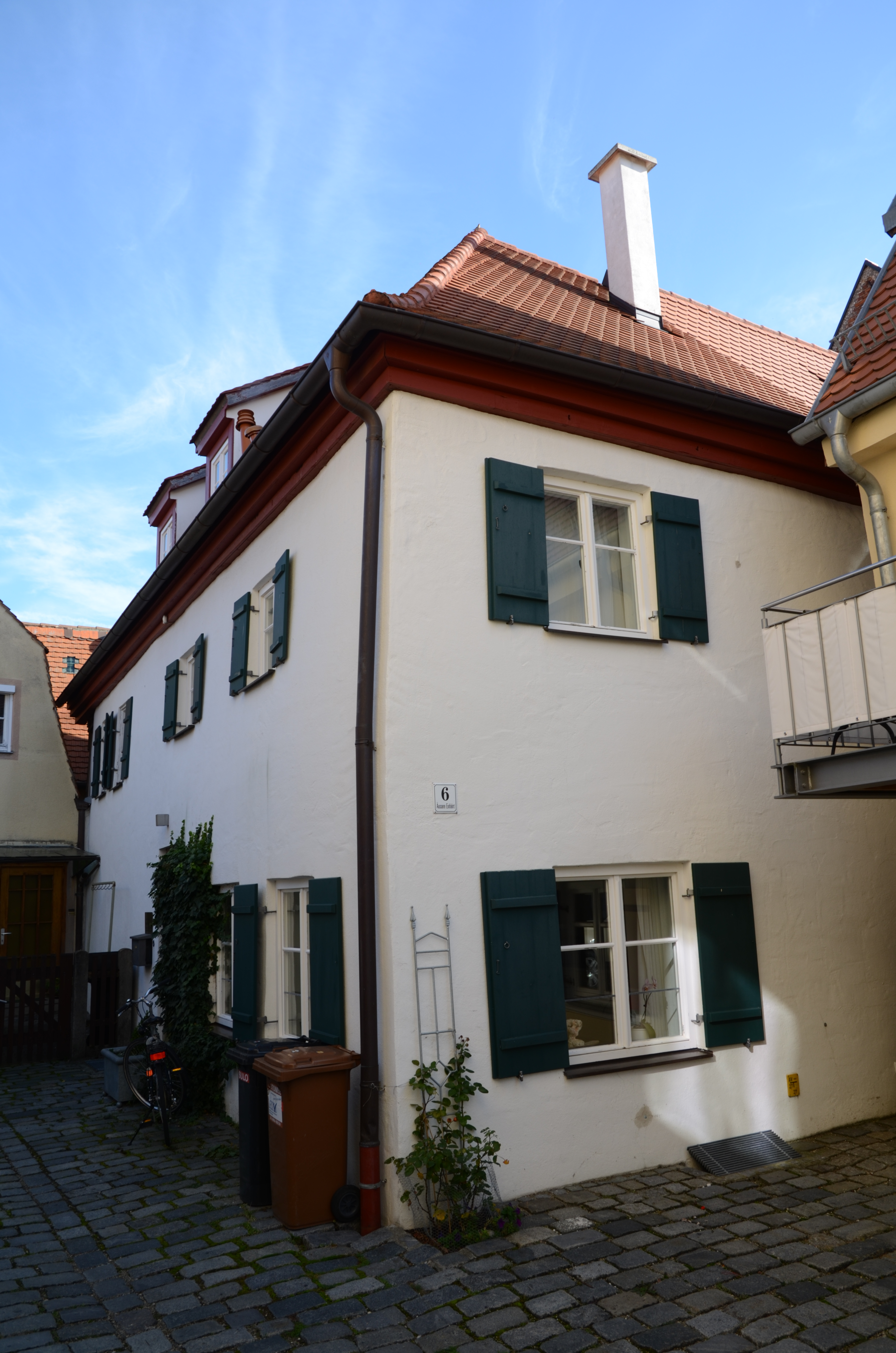
Fachwerkhaus Äußere Einfahrt 6 in Nördlingen

Das Gebäude Äußere Einfahrt 6 in Nördlingen, einer Stadt im schwäbischen Landkreis Donau-Ries in Bayern, wurde im Kern um 1500 errichtet. Das Fachwerkhaus ist ein geschütztes Baudenkmal.
Das zweigeschossige verputzte Wohnhaus mit Walmdach hat einen hakenförmigen Grundriss und bildet eine bauliche Einheit mit dem Haus Nr. 4. Im frühen 18. Jahrhundert wurde das Satteldach durch ein Walmdach ersetzt. 
Bei der Renovierung in den 1980er Jahren wurden im Inneren die Ausfachungen aufgegeben.